# Montenaken (Gingelom)
Montenaken (Limburgs: Montenôke) is een dorp in de Belgische provincie Limburg en een deelgemeente van Gingelom in de regio Haspengouw, het was een zelfstandige gemeente tot aan de gemeentelijke herindeling van 1977. In 1971 werden Kortijs en Vorsen aan de gemeente Montenaken toegevoegd.

## Etymologie
Montenaken werd voor het eerst vermeld in 1139 als Montineis, naar het Gallo-Romeinse Montiniacum dat "nederzetting op een heuvel" kan betekenen, dan wel: "toebehorend aan Montaniacus".

## Geschiedenis
Montenaken is gelegen aan de oude heerbaan van Tongeren naar Nijvel. De Romeinen hadden grote invloed en vooral in de 2e eeuw zorgden ze voor bloei. De vijf voormalige tumuli en de resten van een Romeinse villa, die in 1863 werd blootgelegd, getuigen daarvan. Van de tumuli resten er nog drie; de overige twee zijn in de 19e eeuw genivelleerd.

### Montenaken en het graafschap Loon
Montenaken was een Loonse allodiale heerlijkheid. Naast Montenaken omvatte deze ook Klein-Vorsen, Nerem, Walsbets, (Wals)-Wezeren en Bosschellen.
In 1214 werd het tiendrecht, en in 1260 het patronaatsrecht van de parochie, door de Graaf van Loon geschonken aan de Abdij van Val-Notre-Dame, nabij Antheit.
Bij Montenaken vond op 13 oktober 1213 de Veldslag van Steps plaats, waarbij de Brabantse hertog Hendrik I, bij een aanval op het prinsbisdom Luik, door prins-bisschop Hugo II van Pierrepont en diens bondgenoot Lodewijk II van Loon werd verslagen. De hoogteburcht, met een gracht omgeven, had minstens drie torens. Pas in 1822 werden de fundamenten met de grond gelijk gemaakt. De heuvel, waarop de burcht stond, is nog ten dele te zien naast de kerk. Prins-bisschop Rüdolf van Zähringen verwoestte ze gedeeltelijk, zoals hij ook deed met de burcht van Loon. Ook de kerk kreeg te maken met brandschade. Lodewijk II van Loon schonk de versterking in 1203 aan Hugo van Pierrepont, de prins-bisschop van Luik, die ze hem in leen teruggaf.

### Montenaken en Bourgondië
De slag bij Montenaken op 20 oktober 1465 werd geleverd tussen troepen van het prinsbisdom Luik en milities van andere steden tegen Karel de Stoute waarbij de Bourgondiërs de Luikenaars versloegen.
Montenaken kende een burcht, die de zuidgrens van het Graafschap Loon moest verdedigen. Deze werd tijdens de Slag bij Montenaken verwoest. In 1822 werden de restanten van de burcht, zoals de motte en de fundamenten van de drie torens, met de grond gelijk gemaakt. De burcht werd bewoond door burggraven, oorspronkelijk van het geslacht Van Montenaken, dat in 1480 uitstierf. Daarna kwam ze aan de families De Rubempré, De Chokier-Surlets en De Lamberts-De Cortenbach. In Montenaken zelf hadden de burggraven weinig macht: Montenaken was namelijk een vrijheid, wat door het 14e-eeuwse perroen werd gesymboliseerd.
Montenaken oogde ooit als een stadje. Het had een perroen, een belfort en hallen. Het had weliswaar geen stadsrechten en behoorde niet tot de Goede Steden van het Prinsbisdom Luik.

## Demografie

### Demografische ontwikkeling voor de fusie
- Bronnen:NIS, Opm:1831 tot en met 1961=volkstellingen

### Demografische ontwikkeling van de fusiegemeente
Alle historische gegevens hebben betrekking op de voormalige gemeente, inclusief deelgemeenten, zoals ontstaan na de fusie van 1 januari 1971.
- Bronnen:NIS, Opm:1831 tot en met 1970=volkstellingen, 1976 = inwoneraantal op 31 december

## Bezienswaardigheden
Montenaken is een karakteristiek dorp, waarin zich vele 19e-eeuwse vierkantshoeven bevinden. Het stratenpatroon was en is dambordvormig.
- De Sint-Martinuskerk, een neoclassicistisch bouwwerk uit de 19e eeuw met romaanse toren. De kerk bezit het wonderdadig gotisch beeld van Onze-Lieve-Vrouw van Steps uit 1478, dat een rol speelde bij de slag van Steps en dat zich oorspronkelijk in de Stepskapel bevond.
- De kapel van Onze-Lieve-Vrouw van Steps. Het beeld wordt ieder jaar tijdens de maand mei hier naar toegebracht.
- Avernassetombe (ook: Tom van Montenaken) en Twee Tommen uit de 2e eeuw na Christus.
- Steps- of Berwaertshoeve, aan Stepstraat 9.
- Geboortehuis van Dr. August Kempeneers, Dr. Kempeneersstraat 131. Een classicistisch bouwwerk uit 1790.
- Nerumshoeve en watermolen, Gemeentestraat 11. Uit 1787.
- Perron, aan de Peremplaats. Een replica van het oorspronkelijk 14e-eeuwse perron.

## Natuur en landschap
Montenaken ligt in Droog-Haspengouw, in de vallei van de Molenbeek. Het is een open akkerbouwlandschap, met in het zuidwesten de Vallei van Zevenbronnen, nabij Walshoutem, waar zich ook een bosgebiedje bevindt. De hoogte bedraagt ongeveer 120 meter en loopt naar het zuiden op tot 129 meter.

## Nabijgelegen kernen
Wezeren, Walshoutem, Cras-Avernas, Klein-Vorsen, Gingelom, Niel-bij-Sint-Truiden
Deelgemeenten: Boekhout · Borlo · Buvingen · Gingelom · Jeuk · Kortijs · Mielen-boven-Aalst · Montenaken · Muizen · Niel-bij-Sint-Truiden · Vorsen

Gehuchten: Hasselbroek · Heiselt · Hundelingen · Jeuk-Station · Klein-Jeuk · Klein-Vorsen

Belgische gemeenten · Arrondissement Hasselt · Limburg · Vlaanderen